# Supositorio

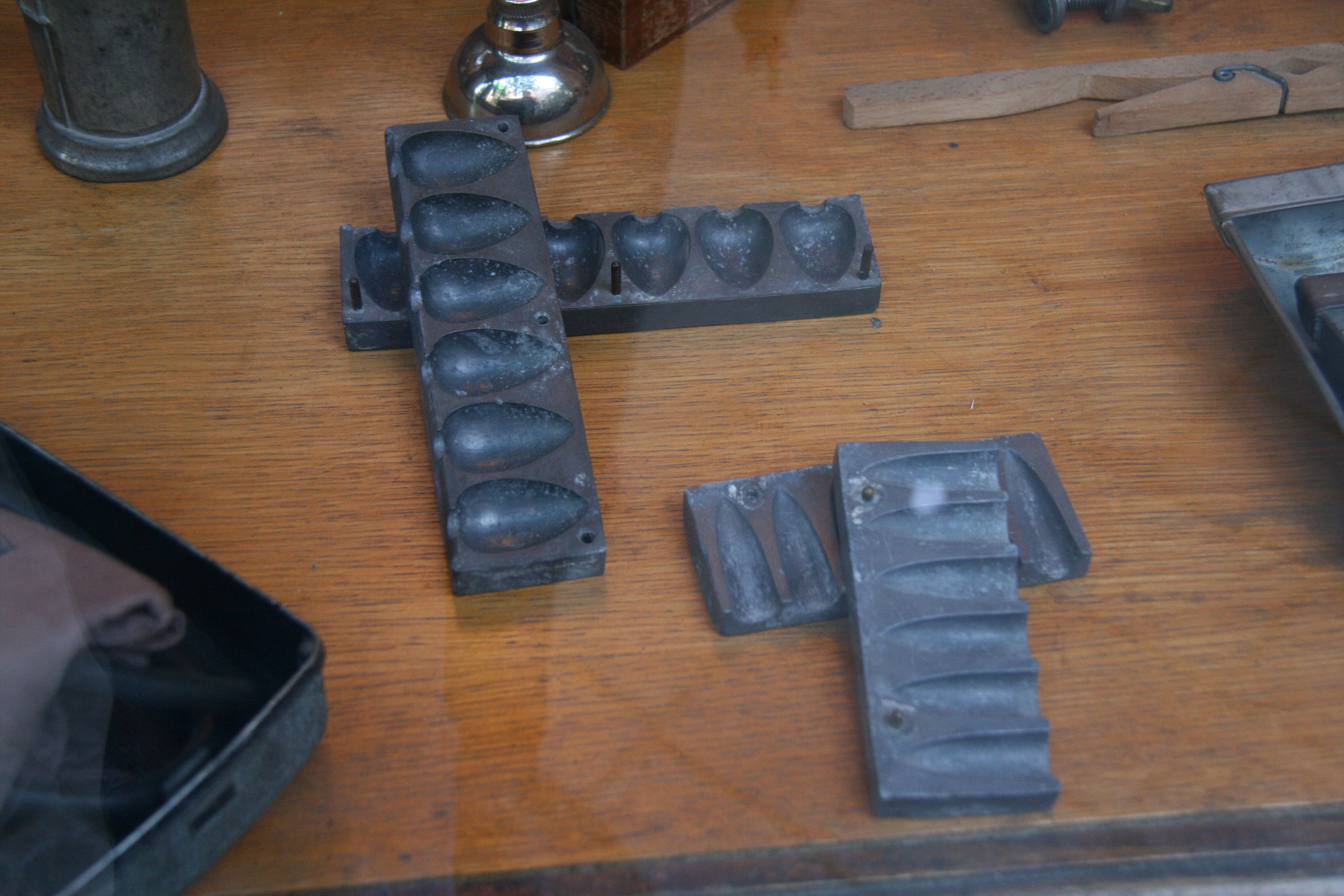
Moldes de plomo para elaborar supositorios.

Un supositorio es una forma farmacéutica que se introduce por el recto, de consistencia sólida y forma cónica y redondeada en un extremo. Tiene una longitud de 3-4 cm y un peso de entre 1-3 g. Cada unidad incluye uno o varios principios activos, incorporados en un excipiente que no debe ser irritante, el cual debe tener un punto de fusión de entre 37 °C a 43 °C.

## Características
Los excipientes de los supositorios pueden ser:
- Liposolubles: Son los más utilizados; entre ellos se encuentran la manteca de cacao, los glicéridos semisintéticos y los aceites polioxietilenados saturados.
- Hidrosolubles: Son poco utilizados ya que irritan la mucosa rectal. Entre estos están:
- Glicero-gelatina: glicerina (70%)-gelatina (14%)- agua (resto).
- Excipiente glicero-jabonosos.
- Polietilenglicoles (=Macrogoles) (PEG).

Se utilizan para favorecer el vaciamiento de la ampolla rectal en personas que padecen de estreñimiento o para administrar fármacos que no admiten otra vía.

En el primer caso, se suelen elaborar con jabón, o glicerina o bien manteca de cacao y buscan inducir la peristalsis. En el segundo caso aprovechan el plexo hemorroidal (conjunto de venas que existe a nivel del recto) para que sea absorbido el principio activo. Desde aquí, vía vena porta (gracias a las venas hemorroidales superiores) llegan al hígado o puede llegar a la circulación sistémica gracias a las venas hemorroidales media e inferior. Se estima que aproximadamente el 50 % del fármaco que fue absorbido toma la vía hacia el sistema porta hepático y que el otro 50 % pasa directo a la circulación sistémica. Sin embargo, el inconveniente es que la absorción por esta vía es muy irregular.
Su uso está indicado en pacientes inconscientes, sin capacidades de deglución o con vómitos, así como en casos de extrema intolerancia a la ingesta de ciertos productos.

## Correcta aplicación
Los supositorios son de uso más frecuente en los niños y por tanto son los padres los encargados de su administración. Está muy extendida la costumbre de introducir el supositorio por la parte más afilada, para facilitar la entrada del mismo. Sin embargo esta costumbre es errónea. El objeto de afilar una parte del supositorio es que al introducirlo en el ano por la parte recortada, cuando está totalmente introducido, el esfínter anal presiona sobre la parte afilada, empujando al supositorio hacia arriba en el interior del recto, donde se encuentran los plexos venosos que se encargarán de la absorción del principio activo.